# نيل أدونيس
نيل أدونيس (بالإنجليزية: Neil Adonis)‏ هو لاعب كرة قاعدة جنوب أفريقي، ولد في 1 مارس 1969 في كيب تاون في جنوب أفريقيا.

## وصلات خارجية
- نيل أدونيس على موقع أوليمبيديا (الإنجليزية)